# Praia do Forte (Santa Catarina)

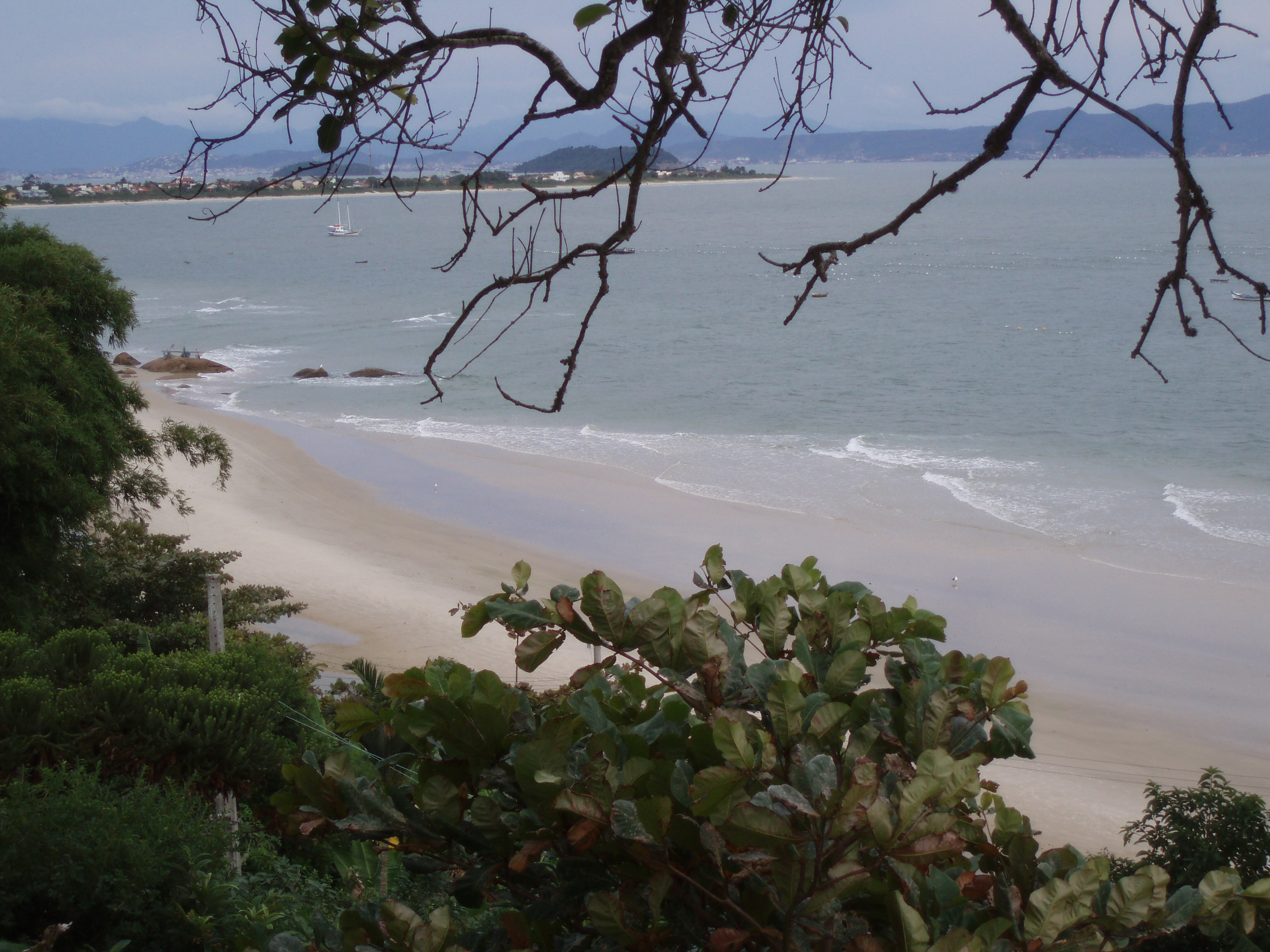
Praia do Forte (gezien vanaf het fort São José da Ponta Grossa)

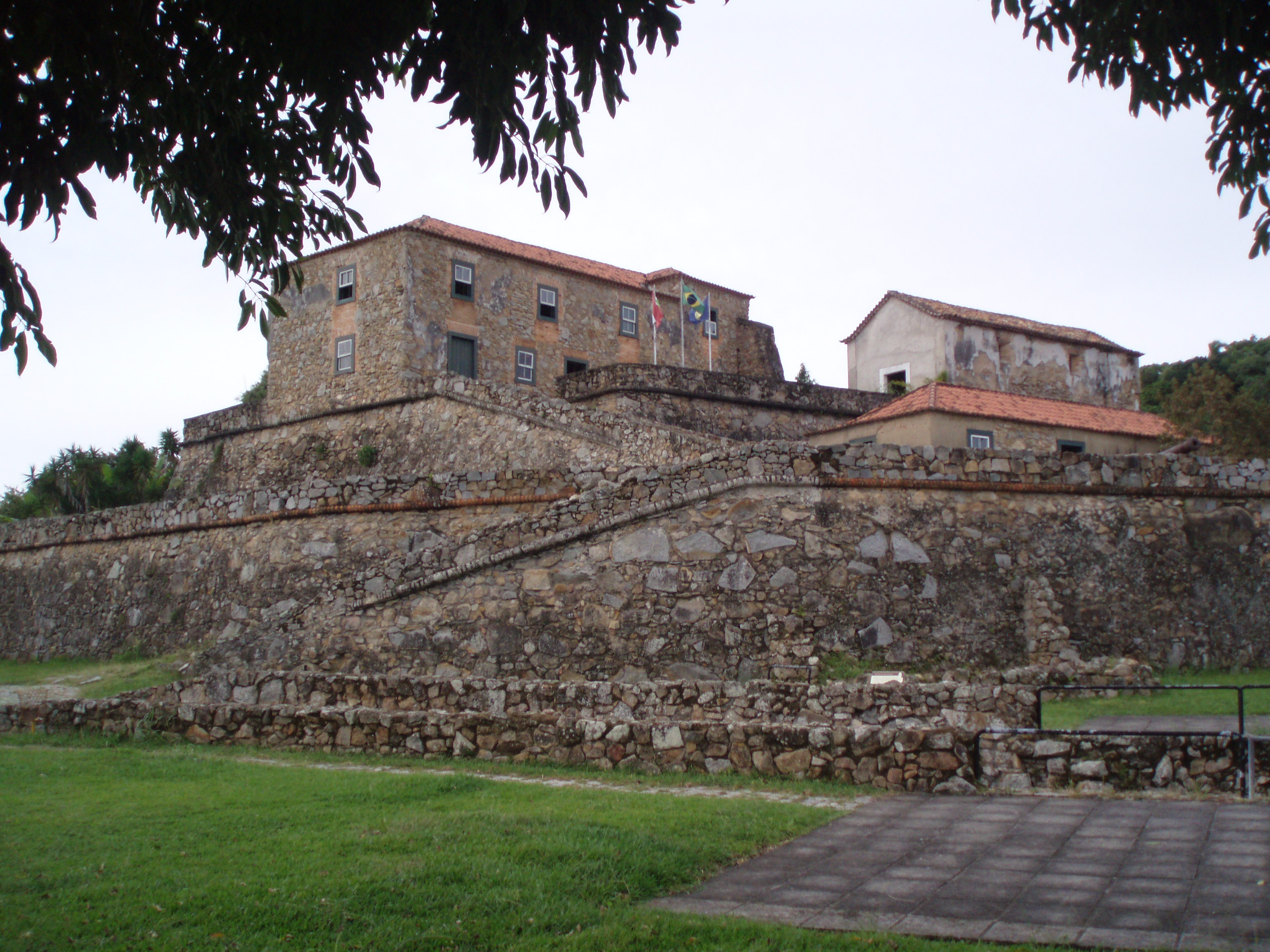
São José da Ponta Grossa

Praia do Forte is een strand in het noorden van het eiland Santa Catarina. Het is gelegen in de gemeente Florianópolis in het zuiden van Brazilië. Het ligt op een afstand van 25 kilometer van het stadscentrum.
Naast het strand is het fort São José da Ponta Grossa te vinden, dat gebouwd is voor de basis verdediging van het eiland Santa Catarina in de koloniale tijd. Het fort werd uitgeschakeld in 1935.